# چیرزکزکی
چیرزکزکی (به لاتین: Trzyrzeczki) یک روستای لهستان در لهستان است که در Gmina Dąbrowa Białostocka واقع شده‌است.